# Reinhold Kauder
Reinhold Kauder (Bückeburg, 30 de enero de 1950) es un deportista alemán que compitió para la RFA en piragüismo en la modalidad de eslalon.
Participó en los Juegos Olímpicos de Múnich 1972, obteniendo una medalla de plata en la prueba de C1 individual. Ganó cuatro medallas en el Campeonato Mundial de Piragüismo en Eslalon, en los años 1969 y 1971.

## Palmarés internacional
| Juegos Olímpicos   | Juegos Olímpicos              | Juegos Olímpicos | Juegos Olímpicos |
| Año                | Lugar                         | Medalla          | Competición      |
| ------------------ | ----------------------------- | ---------------- | ---------------- |
| 1972               | Múnich (RFA)                  | Medalla de plata | C1 individual    |
| Campeonato Mundial |                               |                  |                  |
| Año                | Lugar                         | Medalla          | Competición      |
| 1969               | Bourg-Saint-Maurice (Francia) | Medalla de oro   | C1 por equipos   |
| 1969               | Bourg-Saint-Maurice (Francia) | Medalla de plata | C1 individual    |
| 1971               | Merano (Italia)               | Medalla de oro   | C1 individual    |
| 1971               | Merano (Italia)               | Medalla de plata | C1 por equipos   |